# Aziz Dyab
Aziz Dyab (* 1995 in Edlib, Syrien) ist ein deutsch-syrischer Schauspieler.

## Leben
Aziz Diyab kam 2015 im Alter von 20 Jahren nach Deutschland, wo er sehr schnell die deutsche Sprache lernte und auf verschiedenen deutschen Theaterbühnen erste Schauspielerfahrungen sammelte.
Nach seiner Mitwirkung in einem Kurzfilm wurde er für die Rolle des Salim in der vierteiligen deutsch-amerikanischen Netflix-Miniserie Unorthodox (2020) besetzt. Es folgten Kino-Rollen als Flüchtling Yusuf in Christian Schwochows Film-Drama Je suis Karl (2021) und als Karim in Die Welt wird eine andere sein unter der Regie von Anne Zohra Berrached.
Regelmäßig übernimmt Dyab seit 2020 Episodenrollen in deutschen Fernsehserien und Fernsehreihen. Für das Fernsehen arbeitete er u. a. mit Philipp Osthus, Christiane Balthasar, Felix Herzogenrath, Robert Thalheim, Verena S. Freytag, Niki Stein und Lars Becker. 
In der 8. Staffel der TV-Serie In aller Freundschaft – Die jungen Ärzte (2022) war er in einer Episodenhauptrolle als besorgter Arbeitskollege einer Patientin zu sehen. In der 23. Staffel der ZDF-Serie SOKO Leipzig (2022) spielte er, an der Seite von Dagny Dewath, den Assistenten einer tatverdächtigen Leipziger Galeristin. In der 5. Staffel der ZDF-Serie SOKO Potsdam (2022) übernahm er eine Episodenrolle als Umweltaktivist Rosti.
Ab Februar 2023 war Aziz unter der Regie des Emmy-Preisträgers Stephen Hopkins in der wiederkehrenden Rolle des Samir in der 6-teiligen französisch-britischen Fernsehserie Liaison neben Eva Green und Vincent Cassel zu sehen.
In dem zweiteiligen Berliner Tatort: Nichts als die Wahrheit (2023) spielte er den syrischen Flüchtling und Bauhelfer Fawad Saad. In der ZDF-Krimireihe Ein starkes Team war er in der Episode Der Tausch (2024) als Entführer Junis und männlicher Part eines „Bonnie-und-Clyde-Paares“ an der Seite von Emilia von Heiseler zu sehen. In der 13. Staffel der ZDF-Serie Letzte Spur Berlin (2024) spielte er den libanesischen Flüchtling und Musiker Faris Taleb.
Dyab lebt in Frankfurt am Main.

## Filmografie (Auswahl)
- 2018: Look Baba I’m Happy (Kurzfilm)
- 2020: Unorthodox (Fernsehserie, vier Folgen)
- 2021: Je suis Karl (Kinofilm)
- 2021: Die Welt wird eine andere sein (Kinofilm)
- 2020: SOKO Leipzig: Dr. Anwar (Fernsehserie, eine Folge)
- 2021: Der Beschützer (Fernsehfilm)
- 2021: Bring mich nach Hause: (Fernsehfilm)
- 2021: Der Usedom-Krimi: Entführt (Fernsehreihe)
- 2022: In aller Freundschaft – Die jungen Ärzte: Verdachtsmomente (Fernsehserie, eine Folge)
- 2022: SOKO Leipzig: Der rote Punkt (Fernsehserie, eine Folge)
- 2022: SOKO Potsdam: Tatütata (Fernsehserie, eine Folge)
- 2023: Tatort: Nichts als die Wahrheit (Fernsehreihe)
- 2024: Ein starkes Team: Der Tausch (Fernsehreihe)
- 2024: Letzte Spur Berlin: Schutzlos (Fernsehserie, eine Folge)
- 2024: Yvonne und der Tod (Fernsehfilm)
- 2025: Nachtschicht: Der Unfall (Fernsehreihe)